# Мохнач (Черкасская область)
Мохнач (укр. Мохнач) — село в Чернобаевском районе Черкасской области Украины.
Почтовый индекс — 19925. Телефонный код — 4739.

## Население
В 1862 году в селе владельческом и казеном Мохнач было 66 дворов где проживало 428 человек (211 мужского и 217 женского пола).
В 1911 году в деревне Мохнач жило 1137 человек (579 мужского и 558 женского пола).
Население по переписи 2001 года составляло 283 человека.

### Языковой состав
Родной язык населения по данным переписи 2001 года:
| Язык       | Численность, чел. | Доля     |
| ---------- | ----------------- | -------- |
| Украинский | 282               | 99,65 %  |
| Другое     | 1                 | 0,35 %   |
| Итого      | 283               | 100,00 % |

## Местный совет
19925, Черкасская обл., Чернобаевский р-н, с. Мохнач, ул. Гоголя, 33

## История
Мохнач пренадлежал к Горошинской сотни Лубенского полка, потом к Хорольскому, а после к Золотоношскому уезду Киевского намесничества, потом к Золотоношскому уезду Полтавской губернии Российской империи.
С 1764 по 1804 года в селе была Покровская церковь, а 1816 Михайловская, после приписана к Михайловской церкви в Малой Буромке.
Есть на карте 1787 года.
До 30-х годов Мохнач и Старый Мохнач составляли 1 село (группа хуторов)